# Communauté d’agglomération Rambouillet Territoires (vor 2017)
Die Communauté d’agglomération Rambouillet Territoires (vor 2017) ist ein ehemaliger französischer Gemeindeverband mit der Rechtsform einer Communauté d’agglomération im Département Yvelines in der Region Île-de-France. Sie wurde am 12. Dezember 2003 gegründet und umfasste zuletzt 25 Gemeinden. Der Verwaltungssitz befand sich im Ort Rambouillet.

## Historische Entwicklung
Der Gemeindeverband wurde ursprünglich als Communauté de communes Plaines et Forêts d’Yvelines gegründet. Nach mehreren Erweiterungen der Mitgliedsgemeinden wurde er mit Wirkung vom 1. Januar 2015 in den Rang einer Communauté d’agglomération erhoben und danach auf die aktuelle Bezeichnung umbenannt.
Mit Wirkung vom 1. Januar 2017 fusionierte der Gemeindeverband mit der Communauté de communes Contrée d’Ablis-Porte d’Yvelines und der Communauté de communes des Étangs und bildete so die Nachfolgeorganisation Communauté d’agglomération Rambouillet Territoires. Trotz der Namensgleichheit handelt es sich um eine Neugründung mit anderer Rechtspersönlichkeit.

## Ehemalige Mitgliedsgemeinden
1. Auffargis
2. Bonnelles
3. La Boissière-École
4. Bullion
5. La Celle-les-Bordes
6. Cernay-la-Ville
7. Clairefontaine-en-Yvelines
8. Émancé
9. Gambaiseuil
10. Gazeran
11. Hermeray
12. Longvilliers
13. Mittainville
14. Orcemont
15. Orphin
16. Poigny-la-Forêt
17. Ponthévrard
18. Raizeux
19. Rambouillet
20. Rochefort-en-Yvelines
21. Saint-Arnoult-en-Yvelines
22. Saint-Hilarion
23. Saint-Léger-en-Yvelines
24. Sonchamp
25. Vieille-Église-en-Yvelines